# Rat für Digitalethik
Der Rat für Digitalethik ist ein Gremium auf dem Gebiet der Digitalpolitik, dessen Einsetzung die hessische Landesregierung am 20. August 2018 im Vorfeld der hessischen Landtagswahl zusammen mit weiteren digitalpolitischen Plänen beschlossen hat. Der Rat soll die Landesregierung bei Fragen der Ethik im Zusammenhang mit der Digitalisierung und der digitalen Transformation der Gesellschaft beraten. Der Rat hat sich am 19. September 2018 unter Vorsitz von Ministerpräsident Volker Bouffier konstituiert. Am 20. März 2019 fand die zweite Sitzung des Rates statt. Der digitalpolitische Sprecher der SPD-Fraktion im Hessischen Landtag, Tobias Eckert, fordert, dass die Arbeit des Rates mit der Expertise des Landtags erweitert werden soll.
Zum 1. Juli 2020 wurde der Rat für Digitalethik um 8 neue Mitglieder erweitert.

## Mitglieder
- Kristina Sinemus, Hessische Staatsministerin für Digitale Strategie und Entwicklung (Vorsitz)
- Georg Bätzing, Bischof von Limburg
- Martin Hein[6], Bischof der Evangelischen Kirche von Kurhessen-Waldeck
- Carsten Kratz, Deutschlandchef Boston Consulting Group, Frankfurt
- Benjamin Krause, Staatsanwalt, Zentralstelle zur Bekämpfung der Internetkriminalität (ZIT), Generalstaatsanwaltschaft, Außenstelle Gießen
- Manfred Krupp, Intendant des Hessischen Rundfunks
- Florian Leibert, Gründer des Start-up-Unternehmens Mesosphere, Silicon Valley
- Roman und Heiko Lochmann, Musik- und Comedy-Duo Die Lochis
- Pero Mićić, Vorstandsvorsitzender FutureManagementGroup AG, Eltville
- Heinz Riesenhuber, Bundesforschungsminister a. D.
- Michael Ronellenfitsch, ehemaliger Hessischer Beauftragter für Datenschutz und Informationsfreiheit
- Hans Georg Schnücker, Stellvertretender Vorsitzender des Verbandes Hessischer Zeitungsverleger e. V. (VHZV), VRM GmbH & Co. KG, Mainz
- Harald A. Summa[7], Gründer und Geschäftsführer des Verbands eco – Verband der Internetwirtschaft, Geschäftsführer der DE-CIX Management GmbH
- Ralf Steinmetz, Inhaber des Lehrstuhls für Multimediakommunikation, TU Darmstadt
- Ruth Stock-Homburg[8], Inhaberin des Fachgebiets Marketing und Personalmanagement, TU Darmstadt
- Karl-Heinz Streibich, Vorstandsvorsitzender der Software AG, Darmstadt (2003–2018), Präsident acatech (seit 2018)
- Volker Weber, Landesbezirksleiter und Vorsitzender des Landesbezirksvorstandes IG BCE

Seit 1. Juli 2020:
- Petra Gehring, Professorin für Philosophie an der TU Darmstadt
- Carsten Knop, Journalist und Herausgeber der Frankfurter Allgemeinen Zeitung
- Mathias Knuhr, Betriebsleiter der Schreinerei Luther und Gewinner des German Design Award 2016
- Christina Kraus, Gründerin meshcloud
- Martina Löw, Professorin für Planungs- und Architektursoziologie an der TU Berlin
- Mai Thi Nguyễn-Kim, Wissenschaftsjournalistin, Fernsehmoderatorin und Youtuberin

- Barbara Schmitt, Rechtsanwältin und Professorin an der Fakultät Wirtschaft und Recht der TH Aschaffenburg
- Philipp Wendt, Vorstand Hessische Verbraucherzentrale

Seit 1. Juli 2022
- Florian Hager, Intendant des Hessischen Rundfunks
- Sabine Süpke, Landesbezirksleiterin der IG BCE Hessen-Thüringen
- Alexander Roßnagel, Hessischer Beauftragter für Datenschutz und Informationsfreiheit

Ausgeschieden sind (Stand Juli 2022): Carsten Kratz, Manfred Krupp, Heiko Lochmann, Roman Lochmann, Martina Löw, Michael Ronellenfitsch, Karl-Heinz Streibich, Mai Thi Nguyễn-Kim, Hans Georg Schnücker, Volker Weber.